# Peter Cook (polityk)
Peter Francis Salmon Cook (ur. 8 listopada 1943 w Melbourne, zm. 3 grudnia 2005 w Perth) – polityk australijski, działacz związkowy, minister w rządach Australijskiej Partii Pracy.

## Życiorys
Był synem robotnika. Działalność publiczną rozpoczął od aktywności związkowej, w 1975 został sekretarzem Rady Związków Zawodowych Australii Zachodniej. Stanowisko to zajmował do 1983, od 1981 jednocześnie jako wiceprzewodniczący Australijskiej Unii Związków Zawodowych. Wchodził w skład egzekutywy Australijskiej Partii Pracy.
W 1983 został wybrany do Senatu jako reprezentant stanu Australia Zachodnia. W latach 1988–1996 był członkiem rządu, kierowanego przez liderów Partii Pracy Boba Hawke’a i Paula Keatinga. Stał na czele kolejno resortów zasobów naturalnych (1988-1990), kontaktów przemysłowych (1990-1993), transportu morskiego i lotniczego (1992-1993), handlu (1993-1994) oraz przemysłu, nauki i technologii (1994-1996). Po porażce Partii Pracy w wyborach powszechnych (1996) pełnił funkcję zastępcy lidera opozycji w Senacie, wchodził także w skład „gabinetu cieni”. Zasiadał w Senacie do czerwca 2005; nie ubiegał się o mandat w wyborach powszechnych w 2004 po porażce w partyjnych prawyborach ze związkowcem Glennem Sterle.
Po odejściu z Senatu wykładał na Curtin University of Technology w Perth. Zmarł w grudniu 2005 w wieku 62 lat po półtorarocznej walce z chorobą nowotworową.